# 吕贝克机场
吕贝克机场（德語：Flughafen Lübeck）亦称吕贝克布兰肯湖机场（Flughafen Lübeck-Blankensee）或者汉堡吕贝克机场（Flughafen Hamburg-Lübeck），是一座位于德国石勒苏益格-荷尔施泰因吕贝克的区域性商用机场，主要服务于吕贝克及汉堡，为汉堡都会区第二大机场。

## 地理位置及交通
吕贝克机场距离吕贝克市区以南约8公里及汉堡东北54公里，通过德国1号高速公路的吕贝克枢纽立交接驳德国20号高速公路的2号出口（吕贝克南）可抵达机场。
快速巴士方面，汉堡-荷尔斯泰因交通公司在漢堡中央車站及机场间提供A20号穿梭巴士服务。巴士的发车时间依据航班计划而定：从汉堡至吕贝克的巴士中会提供航班信息屏，并以此缩短乘客在抵达机场后的值机时间；而返程班车（吕贝克机场至汉堡中央车站）在航班延误抵达的情况下也会等候发车。此外，吕贝克城市交通公司亦提供6路公共汽车连接吕贝克总站至机场。
吕贝克机场站设于吕贝克-吕讷堡铁路线上，距离机场航站楼约300米，是德国铁路的一座七等站，提供每小时1班的区域列车前往吕贝克总站、比兴和吕讷堡，以及每两小时1班的区域快车前往基尔。

## 历史

### 开端
在第一次世界大战期间，吕贝克的飞行场地于1916年在布兰肯湖附近动工兴建，1917年完工并投入使用。当时主要用於帝国吕贝克飞行学校（Kaiserliche Fliegerschule Lübeck）的飞行运营。战争结束后，飞行场地進行去軍事化，其厅堂及楼房建筑至1920年代逐步拆除。机场随后仅偶尔使用，吕贝克航空协会（Lübecker Verein für Luftfahrt）于1926年至1929年间在此举办每年一度的航空节。
1933年后随着德意志國防軍的军备升级，机场再度成为纳粹德国空军的空军基地；并自1935年起建立大量军营。1936年基地广泛完成复建后，纳粹德国空军第162俯冲轰炸机联队第2组（II./St.G. 162）驻扎于此，并在1937年改称第167俯冲轰炸机联队第1组（I./St.G. 167）。1938年，该俯冲轰炸机小组转移至奥地利格拉茨并更名为第168俯冲轰炸机联队第1组（I./St.G. 168）；同时，原驻防于采尔布斯特的第257轰炸机联队第1组（I./KG 257）调入布兰肯湖，1939年5月，它又改称为第26“狮子”轰炸机联队第1组。第二次世界大战爆发后，该小组转移到各条战线中，自1940年开始，基地主要為狮子联队增補的第4组用於新科飞行员培训。1940年5月，驻扎在布兰肯湖基地的空军部队参与了纳粹德国入侵丹麦及挪威的军事行动，即“威瑟演習作戰”。
1940年至1941年，来自罗斯托克的亨克尔飞机制造厂在布兰肯湖建起了飞机维修机库。1944年，基地迎来了自其落成以来使用最密集的时期：第5夜间战斗机联队第3组、第11夜航战斗机联队第10组（10./NJG 11）、空军第200轰炸机联队第3组、第3轰炸机联队第2组（II./KG 3）和第76轰炸机联队第3组均驻扎在此，部分还配备了人類航空史上第一種投入实战的噴射機Me 262和Ar 234。1944年夏天，基地的起降跑道进行了混凝土表层改造并延长至1800米。纳粹德国的强制劳工在施工中参与协助，安置在设于空军基地或武尔夫斯多夫的独立集中营内。基地的最后一次飞行发生于1945年5月2日，在这一天，英国军队向吕贝克开进。

### 二战后

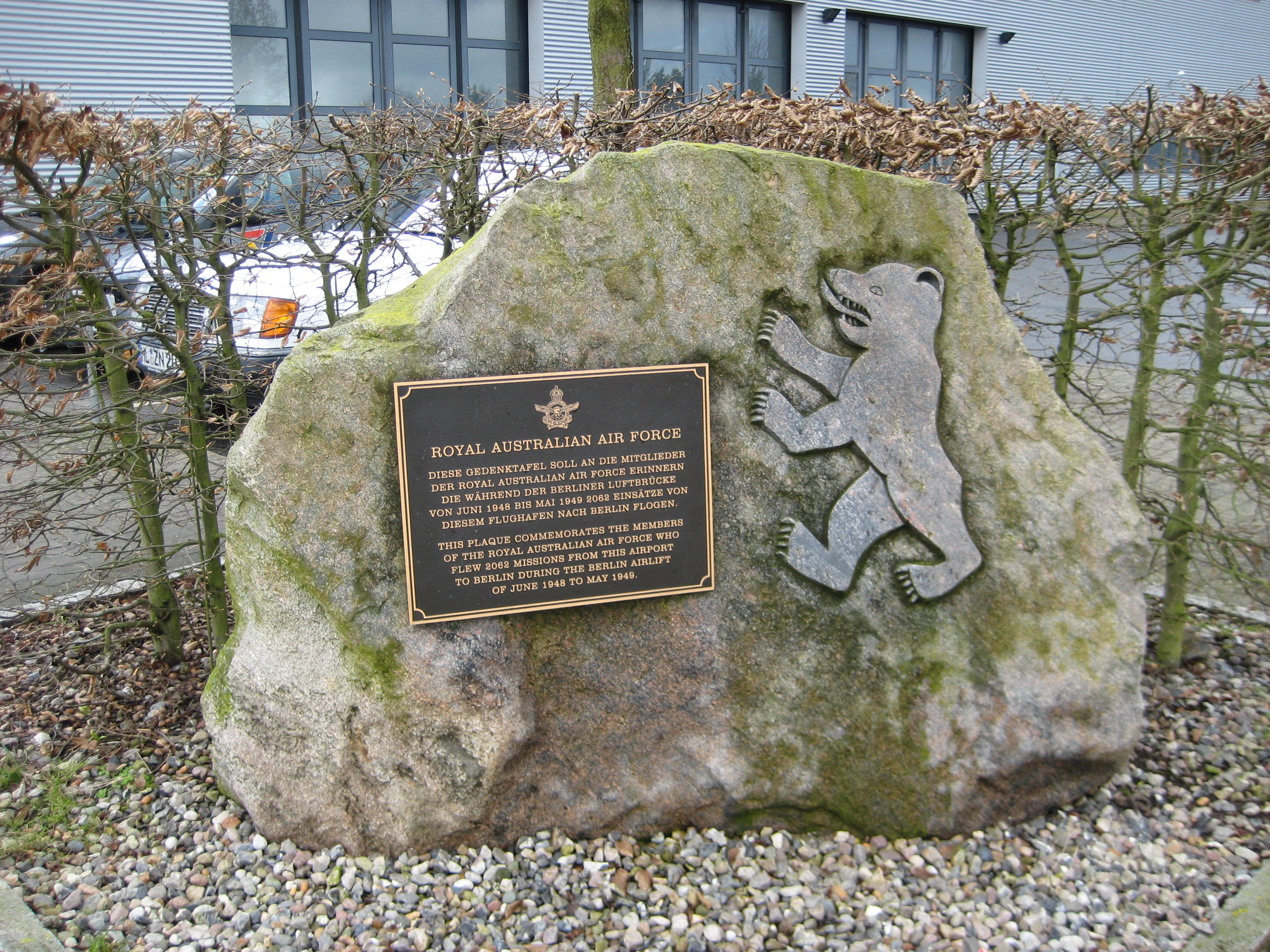
由澳大利亚皇家空军设于机场的柏林空運纪念石

战争结束后，布兰肯湖空军基地轉為英国皇家空军使用，最初盟军将其命名为B158飞行场（Airfield B.158），而吕贝克也划入英国占领区。场地最初仍保留有作战部队，英國皇家空軍第124大隊便驻扎于此，直至1946年4月下旬解散。而早在1945年底，场地便已更名为吕贝克皇家空軍基地（RAF Lübeck），为来自英国的飞行部隊提供军事训练课程 。英国对当地领空权的控制一直持续到1990年两德统一。当1948年苏联开始实施柏林封鎖后，30架英国皇家空军的道格拉斯DC-3迅速入驻基地。在柏林封锁期间，盟軍執行柏林空運，每天最多派遣100架次向西柏林及难民提供物资供给。除了吕贝克，参与空運任务的机场还包括汉堡、法兰克福和文斯托夫。而吕贝克机场的优势在于其自19世纪50年代以来便建有通往吕讷堡的直接铁路连接，货运车厢装载的补给物资几乎可以直接从铁路传送上飞机。机场内部的运行轨道在1960年左右拆除。但其装卸平台及货运大楼至今仍保留。1949年3月24日，一架道格拉斯DC-3在机场降落时不幸坠毁于格罗斯格勒瑙，3名机组人员罹难。澳大利亚皇家空军为纪念其在柏林封鎖期间参与的空運任务，特意在机场航站楼的右前方树立了一座纪念石，它展示了一个柏林熊的形象并附有一个包含德文及英文的题字牌匾。
1950年代初，盟军允许吕贝克机场开办滑翔机飞行业务。吕贝克航空俱乐部（Aero Club von Lübeck）开始在机场运营，其拥有者为德国联邦资产管理局。自1955年5月5日起，机场也獲准开办民用动力伞飞行业务。而成立于1908年的吕贝克航空协会（Lübecker Verein für Luftfahrt）及其运作超过50年的协会飞行学校也重新启用。他们通过与吕贝克航空俱乐部的合作，自1956年起已在机场举办了多次航空节和航空开放日。
从冷战开始后的近50年时间里，吕贝克机场先后入驻了各种类型和世代的靶机。德国联邦国防军作为北大西洋公约组织會員國部隊，亟需可用作地空导弹、空空导弹或高射炮射击演练的靶机。它首先于1950年代中期开始使用由比利时公司COGEA进行非武装改造的原英制单座噴火戰鬥機，并由比利时民航飞行员负责操作。至1950年代末，这些比利时飞机逐渐由已获德国民用认证的双座霍克海怒战斗机所取代，后者由德国航空顾问公司（Deutscher Luftfahrt-Beratungsdienst，简称）运营。其官方的所有权归属为德国资产管理局，实际上却是德国空军。而此时一些噴火戰鬥機的比利时飞行员在获得德国飞行执照后继续服务于DLB。1964年3月上旬，DLB因涉嫌上百万元的诈骗行为，北威州检察院对其设于威斯巴登的总部及主要经营场地科隆/波恩机场进行了清查 。DLB在吕贝克的全体员工则由来自门兴格拉德巴赫的西莱茵飞行公司（Rhein-West-Flug）收购，可以实现飞行运作的无缝连接。至1975年，在吕贝克机场飞行多年的霍克海怒战斗机已经过时，遂汰换为全新的美制罗克韦尔OV-10野马战斗机，其官方的所有权归属为德意志联邦共和国，尽管漆成空军涂装，但采用民航的注册号。这些飞机由民航飞行员负责操作，运营承办商则不断变更。野马战斗机在1980年增补了4架IAI 1124西风商务喷射机，至1989年则替换为一个全新的皮拉图斯PC-9教练机联队。这些靶机主要从吕贝克飞往北海和波罗的海的军事禁区，用於高射炮射击场和海军陆战队的军事演习。由于机场地处德国国内边界，因此来自吕贝克的这些非武装飞机根据四国公约可以穿越东德领空。而飞机在从东部进行降落时，因穿越东德边境而需要进行局部迅速左转。在约50年的时间内，吕贝克机场共进行至少了10万架次，甚至多达20万架次的靶机飞行操作。此后这些靶机的起降已转移至东弗里斯兰的基尔、霍恩和维特蒙德。原部署于吕贝克的PC-9教练机如今在基尔继续服役，并根据服务协议为德国陆军和空军提供低空、慢速的靶机飞行。
1987年5月31日，由包机公司“空中旅游”（Travel Air）执飞的一架塞斯纳奖状1型商务喷射机在从科隆/波恩机场飞至吕贝克机场时坠毁，时任石勒苏益格-荷尔斯泰因州长的乌韦·巴舍尔当时也在机上。飞机在夜间23时因恶劣天气而着陆失败后冲出跑道，机体随即断裂并燃烧。在飞机低飞的过程中还与歸航台的天线桅杆发生了碰撞，碰撞的地点位于机场铁路线以东数米，距离西端的07号跑道起点不远。在坠毁时吕贝克机场仍未装备仪表着陆系统，飞机使用的是自身的雷达监测或飞行指引。当时的吕贝克飞行总监则表示，机场塔台无权对州政府专机进行空中交通管制。乌韦·巴舍尔在事故中身受重伤，其保镖在随后不久死亡，而两名飞行员则在撞击中丧生。

### 两德统一后
在1990年两德统一后，吕贝克机场主要由包机航空公司使用，并于1997年新建了一座入進航站楼。
爱尔兰籍廉价航空公司瑞安航空自2000年开始在吕贝克机场开设航班飞往伦敦-斯坦斯特德。由于邻近德国1号高速公路，该机场已迅速发展成为石勒苏益格-荷尔斯泰因州最大的客运机场以及汉堡都会区内仅次于汉堡机场的第二大机场。又因与德国20号高速公路的便利连接，机场的覆盖范围也扩展至与之相邻的梅克伦堡-前波美拉尼亚西部和下萨克森北部地区。
2005年，吕贝克市将吕贝克机场的大多数股份售予新西兰公司英孚兰特，以期对机场进行扩建。瑞安航空则宣布计划建立其在德国的第二座基地，同时部署4架波音737，并希望自2006年起每天在吕贝克机场起降42个航班往返于欧洲13个不同的航点。然而在环保团体德国自然保护联盟及德国环境与自然保护联盟的推动下，石勒苏益格高级行政法院于2005年7月对机场作出了违反欧盟相关法令的裁决，航班的扩展计划受到了质疑。石勒苏益格-荷尔斯泰因州政府随即将机场紧邻的地区向欧盟提请申报欧洲自然栖息地保护区。
英孚兰特于2006年对机场的扩建提出了新的概念。在此概念中，应将现有涉及起飞中止线部分的跑道范围延长120米，同时跑道的另一端则应加宽90米，从而形成一个转向区域，可使飞机快速掉头并快速离开跑道。旧的计划因未能通过在2005年的法院审批程序而被英孚兰特摒弃。
随着德国207号国道北段的建成通车，机场在2007年12月也获得了一个新的出入口（吕贝克南/机场），从德国20号高速公路可直接接入机场，从汉堡方向过来的行车时间比经德国1号高速公路明显降低。
2008年1月底，机场和环保团体宣布双方已达成调解协议，当中包括成立一个基金会以保护机场周边地区的生态环境。此外，机场还修改了其规划申请中违背自然保护的几点条款。要穿过自然保护区的新建滑行道方案取消，靠近自然保护区的停车场也改設至较不敏感的地区。
2008年2月6日，一个由吕贝克的组织和机构的代表团出席了机场规划申请的修改讨论。新的规划包括将跑道西端的延长方案从69米扩展为最多120米；跑道东端延长90米及增设转向区域，并满足第二类仪表降落系统要求；新建一座航站楼以及一座可容纳10架飞机的停机坪。当局表示将最快于1年内完成其审批程序。然而至2009年10月底，由于吕贝克机场疲软的运营表现未能符合其预期，英孚兰特宣布撤资。交还股份后，汉萨同盟城市吕贝克如今已成为吕贝克机场有限公司唯一的股东。在此背景下，吕贝克市议会在2009年10月及11月的全体会议上高票否决了继续为机场提供财政支持，若机场在2010年2月前无法寻求到新的投资者。在超过5.6万名吕贝克市民于2010年1月底联名签署了一份请愿书后，市议会遂同意确保机场的财政安全至同年10月底。随后在2010年4月25日，市议会因应市民的请愿而承诺将持续保留吕贝克机场。至2013年初，机场轉手予一私人投資者託管並持续运营，为进一步寻找投资者创造了一个更大的时间窗口。
2014年4月23日，呂貝克機場最終在無新投資人注資下入稟破產申請。此前在2013年收購的私人投資者於數日前對機場進行撤資，但機場會在清盤人尋得可行解決方案前繼續營運。
2014年6月，瑞安航空宣佈有鑒於機場未來不明朗的情況，自2010年10月起終止往返呂貝克機場的所有航班。，並改開拓往返漢堡機場的航班以服務乘客。
2014年7月，機場售予中國普仁集團在德投資企業，德國普仁（PuRen Germany GmbH），普仁提出計劃建立航空醫療中心、飛行学校，飛機檢修基地等設施，並將機場改造成中国旅客訪歐的中轉樞紐。
2015年9月，德國普仁就機場再度申請破產，是為機場第三度投資經營失敗收場。,州政府表明不再對作接管投資，并尋求新的投資者
2016年3月，維茲航空宣佈自2016年4月15日起停止營運所有來往呂貝克的定期航班，格但斯克、基輔茹良妮和史高比耶航線會移師至漢堡機場，其他航線則不予代替服務。
2016年4月15日，當地時間20:05維茲航空執飛最後一班前往索菲亞的航班。至此，呂貝克機場再無定期航班營運。
2016年6月13日，總部同樣位於呂貝克的歐洲免疫科技（Euroimmun）創辦人史拓克（Winfried Stöcker）正式簽署文件收購呂貝克機場，史拓克會成立新公司於2016年7月1日接管機場，并期望吸引航空公司回流開設航線。

## 航空公司及航点
| 航空公司 | 目的地                                                                            |
| -------- | --------------------------------------------------------------------------------- |
| 瑞安航空 | 贝尔加莫，赫罗纳，波尔图，斯德哥爾摩－斯卡夫司塔，特拉帕尼 季节性：马略卡岛，比萨 |
| 顺风航空 | 安塔利亚                                                                          |
| 威兹航空 | 格但斯克，基辅                                                                    |

## 运营数据
| 年份 | 客运量（人次） | 起降量（架次） |
| ---- | -------------- | -------------- |
| 2014 | 168,593        | 7,130          |
| 2013 | 367,252        | 22,274         |
| 2012 | 359,974        | 23,245         |
| 2011 | 344,068        | 21,990         |
| 2010 | 537,835        | 18,529         |
| 2009 | 697,559        | 18,202         |
| 2008 | 544,339        | 17,281         |
| 2007 | 612,858        | 17,478         |